# Гаутенг
Гауте́нг (Хаутенг; англ. Gauteng [xaʊˈtɛŋ]; сесото  [xɑ́.ú.ˈtʼè.ŋ̀]) — одна из провинций Южно-Африканской Республики. Образована в 1994 году после административной реформы. Гаутенг является самой экономически развитой провинцией ЮАР. По территории она занимает последнее место (1,4 % страны). Административный центр провинции — город Йоханнесбург.

## География и климат
Гаутенг — единственная провинция страны, не имеющая ни береговой линии, ни границы с другими странами. Граничит с провинциями Фри-Стейт (на юге), Северо-западная (на западе), Мпумаланга (на востоке) и Лимпопо (на севере). Южная граница Гаутенга проходит по реке Вааль. Большая часть территории расположена на плато Высокий Велд (около 1500 м над уровнем моря). Между Преторией и Йоханнесбургом протянулись хребты и холмы гор Магалисберг и Витватерсранд.
Климат региона — субтропический, однако сильно зависит от высоты над уровнем моря. В Претории (1300 м над уровнем моря) и Йоханнесбурге (1700 м) он довольно прохладен. Зимой часто случаются морозы, особенно в южных районах. Снегопады редки, однако также бывают в ряде районов. В Йоханнесбурге среднегодовой уровень осадков составляет 713 мм; январский максимум: 26 °С, минимум: 15 °С; июньский максимум: 16 °С, минимум: 4 °С. Среднегодовой уровень осадков в Претории — 647 мм, температурные показатели немногим выше йоханнесбургских.

## Население
Население региона, по данным на 2010 год, превышает 10,6 млн человек (самая населённая провинция, почти 20 % от общего населения страны). Кроме того, здесь отмечен самый высокий уровень роста населения, так с 1996 по 2001 годы население выросло на 20 %. Плотность населения достигает 586 чел./км². Доля лиц в возрасте до 15 лет — 23,6 %; старше 65 лет — 4 %. Средний возраст составляет 27 лет. На каждые 100 женщин приходится 101,2 мужчина.
На африкаанс говорит 14,4 % населения; на английском — 12,5 %; на зулу — 20,5 %; на сесото — 13,1 %; на северном сото — 10,7 %; на свана — 8,4 %; на венда — 4,2 %; на тсонга — 5,1 %; на ндебеле — 1,5 %; на свази — 1,2 %. Около 76 % населения — христиане; 1,7 % — мусульмане; 0,8 % — индуисты; 18,4 % не относят себя ни к одной религии.
Доля безработных составляет 25,8 %.

## Административное деление
Провинция делится на 3 городских округов и 2 районов:
- Городской округ Йоханнесбург
- Городской округ Цване. В состав входят:
  - Претория
  - Центурион (ранее Фервурдбург)
  - Сошангуве и ряд более мелких
  - Кунгвини (местный муниципалитет)
  - Нокенг-тса-Таэмане (местный муниципалитет)
- Городской округ Экурхулени.
- район Седибенг
  - Эмфулени (местный муниципалитет)
  - Леседи (местный муниципалитет)
  - Мидвааль (местный муниципалитет)
- район Уэст-Ранд
  - Могале-Сити (местный муниципалитет)
  - Мерафонг-Сити (местный муниципалитет)
  - Рандфонтейн (местный муниципалитет)
  - Вестонария (местный муниципалитет)
  - территория районного подчинения

## Экономика
Гаутенг — важный экономический центр ЮАР и всего африканского континента, играя важную роль в производстве, финансовом, транспортом секторах, секторе технологий и телекоммуникаций. Имея площадь всего 1,4 % от площади ЮАР, Гаутенг даёт до 33,9 % всего южноафриканского ВВП. В провинции расположены множество иностранных компаний и предприятий. В связи с быстрым ростом населения городских районов в последние годы актуальной становится проблема транспорта.
Здесь расположены золотые рудники.

## Территории-побратимы
- Город центрального подчинения Пекин (кит. 北京), Китай (6 декабря 1998)

## Палеоантропология
Представители вида Homo naledi, найденные в пещере под названием Восходящая звезда (местность «Колыбель человечества»), жили 236—335 тыс. лет назад.